# استان زامبزیا
زامبزیا (پرتغالی: Zambézia) دومین استان پرجمعیت در موزامبیک است که در در منطقه ساحلی مرکزی در جنوب غربی استان نامپولا و شمال شرق استان سوفالا واقع شده‌است. استان زامبزیا ۱۰۳٬۴۷۸ کیلومتر مربع مساحت دارد و در سرشماری سال ۲۰۰۷ میلادی، ۳٬۸۴۹٬۴۵۵ نفر جمعیت داشته‌است.
محصولات کشاورزی این استان عبارتند از: برنج، ذرت، مانیوک، بادام هندی، نارگیل، مرکبات، پنبه، و چای.
همچنین سنگ‌های قیمتی در چندین مکان زامبزیا استخراج می‌شود.